# Budzik

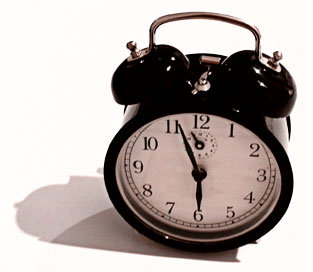
Tradycyjny budzik mechaniczny

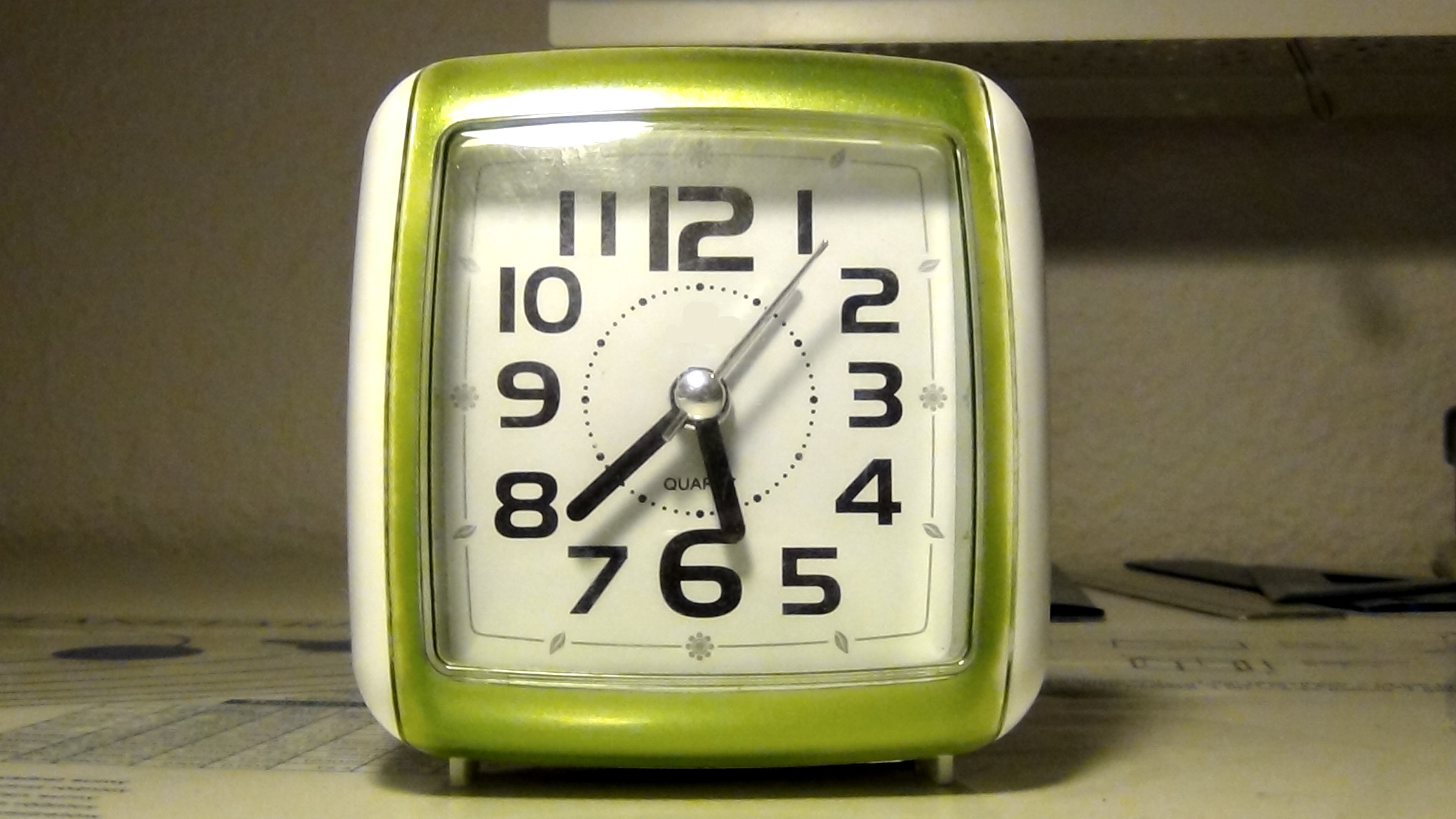
Współczesny budzik kwarcowy

Budzik – zegar zaprojektowany tak, aby o określonej przez użytkownika porze wydawał dźwięk.
Pomysł zegara sygnalizującego (zazwyczaj akustycznie) żądaną godzinę pochodzi ze starożytności. Według legendy, twórcą pierwszego budzika – zegara wodnego wyposażonego w gwizdek (uchodziło przezeń wypierane o określonej porze z wewnętrznego zbiornika powietrze) – miał być Platon (ok. 400 p.n.e.). W średniowiecznych Chinach stosowano zegary ogniowe z budzikiem – przepalenie nici powodowało upadek ciężarków na metalową tacę. Nowoczesne mechaniczne budziki domowe rozpowszechniły się szeroko w XIX w.
Podstawowym zadaniem takich zegarów jest budzenie ludzi ze snu, ale budziki są również stosowane do przypominania. W celu zatrzymania dźwięku należy nacisnąć przycisk lub przesunąć dźwignię znajdującą się na obudowie; niektóre modele samoczynnie zatrzymują się po upływie kilku minut. Klasyczne budziki mają wskazówkę używaną do ustawiania czasu alarmu.
Tradycyjne budziki wydają dźwięk za pomocą dzwonka, lecz te nowocześniejsze mogą używać innego alarmu. Proste, zasilane bateryjnie urządzenia grają melodie. Inne modele mogą imitować dźwięki śpiewu, śmiechu czy mowy. Niektóre są wyposażone w radio, które włącza o ustawionej porze wybraną stację.
W ostatnich czasach nastąpił rozwój programów komputerowych i stron internetowych zastępujących budziki. Podobne funkcje posiadają też różne urządzenia elektroniczne, na przykład: telefony komórkowe, telewizory, czy wieże stereofoniczne.